# Bouwpathologie

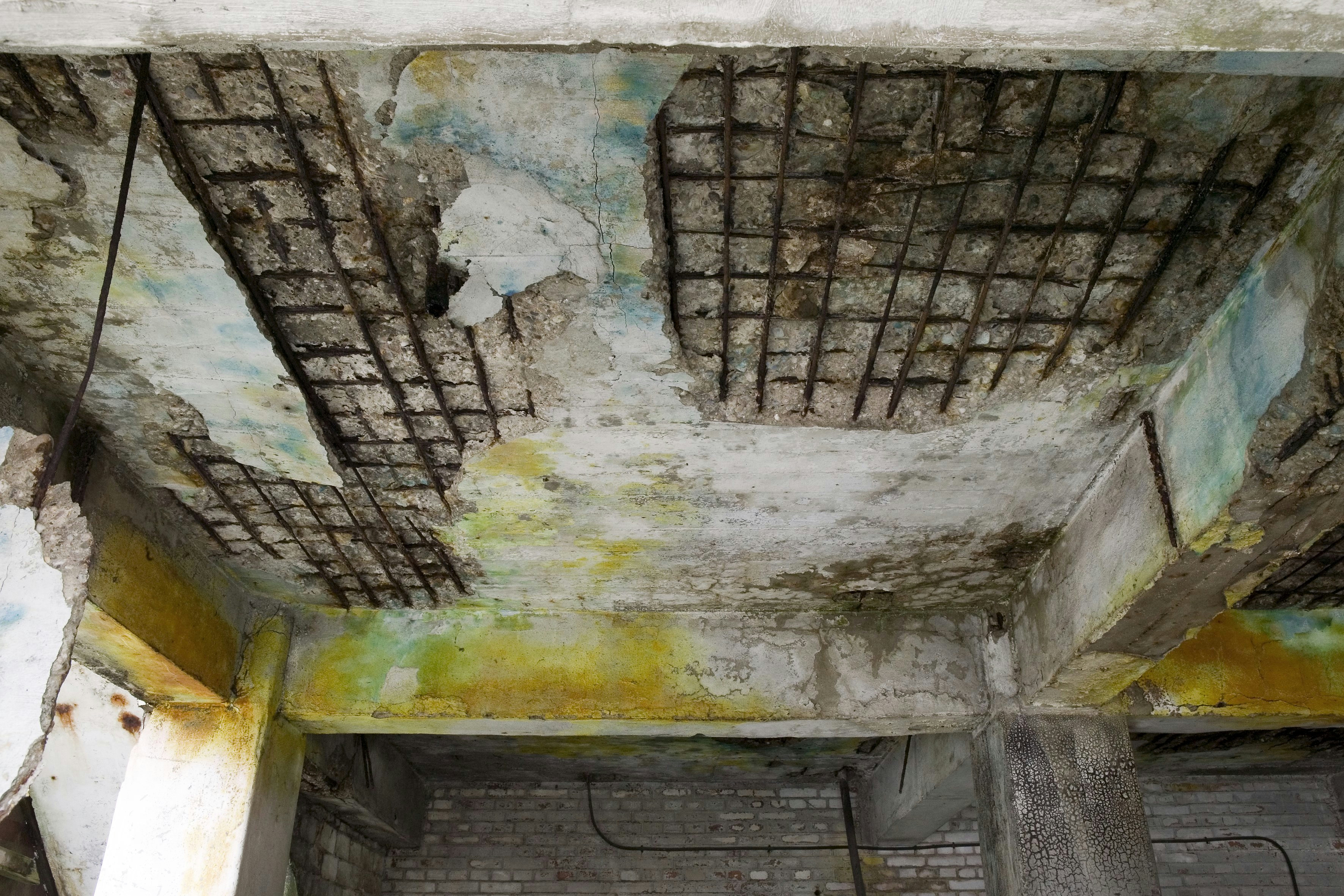
Bouwpathologie: detailopname betonrot aan betonnen constructies Gasfabriek: onderzijde van latere aanbouw aan de achterzijde met betonrot door te geringe dekking van de wapening.

Bouwpathologie is een specialisatie in de bouw, die zich bezig houdt met de resultaten en gevolgen van de technische ontwikkeling (vaak veroudering) van bouwwerken in de tijd. Een bouwpatholoog is hij/zij die de bouwpathologie beoefent.
Bouwpathologie houdt zich bezig met alle vormen van gebreken, schades en schade-ontwikkeling aan gebouwen, oorzaken en gevolgen van schades en de wijze waarop schades kunnen worden voorkomen, teruggedrongen of verholpen.
Het vakgebied heeft raakvlakken met
- Materiaalkennis van bouwmaterialen

Hoe gedragen materialen zich in de tijd, in relatie tot elkaar. Hoe reageren materialen op weersinvloeden, slijtage door gebruik, ontwikkeling in de tijd.
- Bouwtechniek

Hoe zit het gebouw in elkaar, welke technieken worden gebruikt bij het samenstellen van gebouwen, op welke manier heeft dat invloed op materialen, systemen en technieken.
- Bouwfysica

Hoe gedragen gebouwen, systemen en materialen zich in (bijzondere) natuurlijke en kunstmatige omstandigheden en omgevingen.
- Mechanica (krachtenleer)

Hoe gedragen gebouwen, systemen en materialen zich bij de uitoefening van krachten, zowel intern als extern.

## Trivia
- In de jaren 1980 had het Bouwcentrum Rotterdam een afdeling bouwpathologie. De uitvoerend onderzoeker werd huizendokter, woning-internist en/of bouwpatholoog genoemd.[3] Met name de Rotterdamse ingenieur P.Chr. Raab van het Bouwcentrum profileerde zich in de media als bouwpatholoog.[3][4][5]
- In 1985 vond in Brussel een van de eerste conferentie plaats onder de titel "Bouwpathologie, ruwbouwwerken, vochtproblematiek, Isolatie."[6]